# Peter Chen Ho
 (septembre 2017).
Si vous disposez d'ouvrages ou d'articles de référence ou si vous connaissez des sites web de qualité traitant du thème abordé ici, merci de compléter l'article en donnant les références utiles à sa vérifiabilité et en les liant à la section « Notes et références ».
Peter Chen Ho est un acteur hongkongais s’étant particulièrement illustré dans la comédie. Il a tourné plus de 70 films malgré une carrière écourtée par sa mort à 40 ans d’un cancer, en 1970. Il avait épousé en 1962 une autre star du cinéma chinois, Betty Loh Ti. 

## Filmographie
- Qiu Jin, the Revolutionary Heroine (1953)
- Yuan Yang Jie (1953)
- Blood-Stained Flowers (1954)
- Lady Balsam's Conquest (1955)
- Love & Obligation (1955)
- Blood Will Tell (1955)
- Camille (1955)
- The Queen of Song (1955)
- Songs of the Peach Blossom River (1956)
- Flying Tigers (1956)
- The Story of a Fur Coat (1956)
- A Dark Wench (1956)
- Blind Love (1956)
- The Mandarin's Bowl (1956)
- The Battle of Love (1957)  :  Tao Wen-Bing
- The Great Wall of China (1957)
- Our Sister Hedy (1957)  :  Sun Ruhao
- Happy Union (1957)  :  Kuo Chi-Chu
- Corpse-Drivers of Xiangxi (1957)
- Life with Grandma (1957)
- Half Way Down (1957)
- Mambo Girl (1957)  :  Wong Ta-nien
- Holiday Express (1957)
- The Film World's Merry Song (1958)
- Beware of Pickpockets (1958)
- A Tale of Two Wives (1958)
- Cinderella and Her Little Angels (1959)  :  Lin Fu/Xiaolin
- Desire (1959)  :  Peter Lu
- Miss Songbird(1959)
- Spring Song (1959)  :  Monkey
- Appointment with Death (1959)
- The Other Woman (1959)
- The Tragedy of Love (1959)
- The More the Merrier (1959)  :  Wang Li Peng
- The Wayward Husband (1959)
- Calendar Girl (1959)
- Wedding Bells for Hedy (1959)
- The Loving Couple (1960)
- How to Marry a Millionaire (1960)
- Rendezvous in the South Sea (1960)
- The Fair Sex (1961)  :  Chao
- Les Belles (1961)  :  Ma Ying
- When the Poles Meet (1961)
- The Pistol (1961)  :  Little Zhang/Chang
- The Rose of Summer (1961)  :  Li Wen-Qing
- The Husband's Secret (1961)
- Kiss for Sale (1961)
- All the Best (1961)
- The Tryst (1962)
- Three Dolls of Hong Kong (1963)
- Love Parade (1963)  :  Michael Shi
- The Lady and the Thief (1963)  :  Li Yi-Ming
- Bitter Sweet (1963)
- The Dancing Millionairess (1964)  :  Chen Hun-Mai
- Move Over, Darling (1965)
- Hong Kong, Manila, Singapore (1965)  :  Peter Chen
- The Lark (1965)  :  Liu Shi Tai
- Sons of Good Earth (1965)  :  Yu Jui
- The Mating Season (1966)  :  Cao Zhong-nian
- Till the End of Time (1966)  :  Chang Cho-Ming
- The Joy of Spring (1966)
- Four Sisters (1967)  :  Ma Da Wei (David Ma)
- Blue Skies (1967)  :  Li Yan Nan
- Sing High, Sing Low (1967)  :  Li Hao-Ran
- Hong Kong Nocturne (1967)  :  Chen Tze Ching
- Divorce, Hong Kong Style (1968)  :  Mai Hsien-Hou
- The Brain-Stealers (1968) : Xiao Jia-Wen
- No Time for Love (1968)
- Forever Diamonds (1968) : Chang Zhi-Xian
- The Boat Girl (1968)
- Hong Kong Rhapsody (1968) :  Chen Tzu Hsin
- The Millionaire Chase (1969) :  Peter
- Dear Murderer (1969)  : Tu Chang
- Whose Baby's in the Classroom? (1970) : Chen Tzu Feng